# Teglata in Proconsulari
Teglata in Proconsulari (łac. Diocesis Teglatensis in Proconsulari) – stolica historycznej diecezji w Cesarstwie rzymskim w prowincji Afryka Prokonsularna, sufragania metropolii Kartagina. Współcześnie w Tunezji. Obecnie katolickie biskupstwo tytularne.

## Biskupi tytularni
| Lp. | Biskup                       | Funkcja                                 | Od                | Do            |
| --- | ---------------------------- | --------------------------------------- | ----------------- | ------------- |
| 1   | José Ramiro Pellecer Samayoa | biskup pomocniczy Gwatemali (Gwatemala) | 28 listopada 1967 | 14 marca 2022 |